# 엔젠바이오
엔젠바이오(NGeneBio Co. Ltd.)는 대한민국의 정밀진단 플랫폼 기업이다. 차세대 염기서열 분석(NGS) 기반 정밀진단 제품(시약과 소프트웨어) 제조 및 판매를 주요 사업으로 영위한다. 본사는 서울 구로구 디지털로 288, 307호에 위치해 있으며 대표이사는 최대출이다. 2024년 바이엘코리아와 염기서열 분석(NGS) 정밀진단 및 표적항암제 처방 확대를 위한 업무협약을 체결한 바 있다

## 역사
2015년 정밀의료분야의 사업추진을 위해 KT와 젠큐릭스의 합작법인(JV)으로 출범하여 KT전략투자조합2호와 젠큐릭스로부터 초기 투자를 받았다.

## 자회사
- 웰핏[6]
- NGeneBio USA Holdings[7]

## 상장
2020년 12월 10일에 주관사를 삼성증권으로 공모가 14,000원에 코스닥 시장에 상장하였다.

## 같이 보기
- 랩지노믹스
- 마크로젠
- 바이오니아
- 클리노믹스

## 참고문헌
1. ↑  정동희, 삼성증권 COMPANY UPDATE-엔젠바이오, 2023년 12월 13일
2. ↑  엔젠바이오, 美 법인 '엔젠바이오에이아이' 설립, 히트뉴스, 2023.07.24
3. ↑  김태현, 한국IR협의회 기업리서치센터-기업분석 엔젠바이오, 2023.07.21
4. ↑  유한주, 엔젠바이오, 바이엘코리아와 정밀진단 사업 확대 협업, 연합뉴스, 2024년 7월 26일
5. ↑  박수현, 엔젠바이오, 지분율 높이는 창업주…손바뀜 가능성 높였다, 블로터, 2024.12.12
6. ↑  엔젠바이오 자회사 웰핏, 맞춤형 건강식품 사업 '첫발', 팜뉴스, 2023년 10월 23일
7. ↑  엔젠바이오, 미국 법인 'NGeneBio USA Holdings' 설립, 메디게이트뉴스, 2023년 11월 15일